# Elaeocarpus ferrugineus
Elaeocarpus ferrugineus är en tvåhjärtbladig växtart. Elaeocarpus ferrugineus ingår i släktet Elaeocarpus och familjen Elaeocarpaceae.

## Underarter
Arten delas in i följande underarter:
- E. f. elliptifolius
- E. f. ferrugineus
- E. f. glabrescens
- E. f. parviflorus